# رهاودرفهن
رهاودرفهن (به آلمانی: Rhauderfehn) یک شهر در آلمان است که در لر واقع شده‌است. رهاودرفهن ۱۷٬۲۸۱ نفر جمعیت دارد.

## خواهرخوانده
شهر آلسلبن (ساله) خواهرخواندهٔ رهاودرفهن هست.